# Синее Устье
Синее Устье — деревня в Островском районе Псковской области.Входит в состав Островской волости.
Расположена на правом берегу реки Великая, напротив впадения в неё реки Синяя, в 27 км к югу от центра города Остров.

## История
В Писцовых Книгах 1585-87 гг. Погост Синий упомянут как центр Синской губы Островского уезда, известный тем, что "в реке Сине рыбная ловля от Синского устья до вышегородского рубежа...".
Деревня до апреля 2015 года входила в состав ныне упразднённой Городищенской волости района.
| 2001 | 2002 | 2010 | 2013 |
| ---- | ---- | ---- | ---- |
| 11   | ↗12  | ↘10  | →10  |